# Hasade, Sakleshpur
Hasade là một làng thuộc tehsil Sakleshpur, huyện Hassan, bang Karnataka, Ấn Độ.